# Anne-Katrin Mahlein
Anne-Katrin Mahlein (* 16. April 1981 in Ansbach, Franken) ist eine deutsche Agrarwissenschaftlerin insbesondere der Phytomedizin, Direktorin des Instituts für Zuckerrübenforschung, ein An-Institut der Universität Göttingen; sie ist Mitglied der Deutschen Phytomedizinischen Gesellschaft (DPG) und war von 2023 bis 2024 deren Vorsitzende.

## Leben und Wirken
Mahlein besuchte Schule und Gymnasium in Ansbach und Bonn mit Abitur 2001. Das Diplomstudium Agrarwissenschaften an der Rheinischen Friedrich-Wilhelms-Universität in Bonn schloss sie im Jahr 2007 ab. Das Promotionsstudium führte sie an der Fakultät für Agrarwissenschaften der Universität Bonn am „Institute of Crop Science and Resource Conservation“ (INRES) – Pflanzenkrankheiten und Pflanzenschutz, Lehrstuhl Heinz-Wilhelm Dehne im Rahmen des DFG-Graduiertenkollegs „Use of Information Technologies for Precision Crop Protection“ durch (2007–2011). Es folgte eine Zeit als Postdoktorandin am selben Institut im „Competence network for phenotyping research – AgroClustER“, in dem sie eine eigenständige Nachwuchsgruppe einwerben und etablieren konnte.
2013 erfolgte ein mehrmonatiger Forschungsaufenthalt am „Department of Electrical and Electronic Engineering, Electronic Engineering for Agriculture“, University of Manchester, als Forschungsstipendiatin. Sie war Stipendiatin der Daimler Benz Stiftung.
Im Jahr 2016 habilitierte sie sich mit der Venia Legendi für das Fachgebiet Phytomedizin, 2018 erfolgte die Umhabilitation an der Universität Göttingen. Seit 2017 ist Mahlein Direktorin des „Instituts für Zuckerrübenforschung“ (IfZ), An-Institut der Georg-August-Universität Göttingen, Deutschland. Das Institut entwickelt auf der Basis nationaler und internationaler Projekte Konzepte zur nachhaltigen Produktivitätssteigerung im Zuckerrübenanbau.
2018 wurde sie zur außerplanmäßigen Professorin an der Georg-August-Universität Göttingen ernannt und 2020 als kooptierte Professorin der Universität Bonn. Das Forschungsinteresse von Anne-Katrin Mahlein liegt im Bereich Einsatz digitaler Technologien für die Erkennung von Pflanzenkrankheiten und für die Ableitung von Behandlungsstrategien. Hierbei verfolgt sie mit ihren Forschungspartnern einen interdisziplinären Ansatz aus den Fachgebieten Phytopathologie, Agrarwissenschaften, Informatik und Elektrotechnik. Wichtige Projekte sind u. a. das Digitale Experimentierfeld Farmerspace und die DFG Exzellenzstrategie PhenoRob. Sie ist Gutachterin für vielfältige wissenschaftliche Fachjournale und Förderinstitutionen und Associate Editor des Journals of Plant Disease and Protection.

## Ehrungen und Auszeichnungen
- Dissertationspreis für die beste Dissertation an der Universität Bonn, Universitätsgesellschaft Bonn, Freunde, Förderer und Alumni 2012
- Postdoc-Fellowship der Daimler und Benz Stiftung im Rahmen des Programms für Postdocs und Juniorprofessoren 2013, Alumni der Stiftung seit 2018
- Forschungspreis der Theodor-Brinkmann-Stiftung für junge Wissenschaftler 2013
- Julius-Kühn-Preis der Deutschen Phytomedizinischen Gesellschaft für herausragende Nachwuchswissenschaftler 2016

## Mitgliedschaften
- Deutsche Phytomedizinische Gesellschaft (DPG): Vorstandsmitglied seit 2020, Leiterin des Arbeitskreises Mykologie der DPG seit 2018, Mitglied seit 2007
- Gemeinschaft zur Förderung von Pflanzeninnovation e.V. (GFPi) seit 2017
- Gesellschaft für Pflanzenbauwissenschaften (GWP) seit 2018
- Institut Internationales de Recherches Betteravières (IIRB): Mitglied seit 2017, Mitglied des Verwaltungsrats und des wissenschaftlichen Beirats seit 2018
- Deutsche Landwirtschafts-Gesellschaft (DLG) seit 2017, Stellvertretende Vorsitzende des Ausschusses für Zuckerrüben der Deutschen Landwirtschaftlichen Gesellschaft (DLG) seit 2019
- PHENOROB Cluster of Excellence (Robotics and Phenotyping for Sustainable Crop Production) Mitglied des Lenkungsausschiuss seit 2020
- Kompetenznetzwerk Digitalisierung in der Landwirtschaft des Bundesministeriums für Ernährung und Landwirtschaft seit 2019
- Wissenschaftlicher Beirat zum Nationalen Aktionsplan Pflanzenschutz (NAP) seit 2024[6]
- Wissenschaftlicher Beirat Julius-Kühn-Institut seit 2023[7]

## Publikationen (Auswahl)
- A.-K. Mahlein, J. G. Arnal Barbedo, K.-S. Chiang, E. M. Del Ponte, C. H. Bock: From Detection to Protection: The Role of Optical Sensors, Robots, and Artificial Intelligence in Modern Plant Disease Management. In: Phytopathol. Band 114, Nr. 8, 2024, S. 1-25. doi: 10.1094/PHYTO-01-24-0009-PER
- M. El Jarroudi, L. Kouadio, P. Delfosse, C. H. Bock, A.-K. Mahlein, X. Fettweis, B. Mercatoris, F. Adams, J. M. Lenné, S. Hamdioui, S.: Leveraging edge artificial intelligence for sustainable agriculture. In: Nat. Sustain. Band 7, 2024, S. 846–854. doi: 10.1038/s41893-024-01352-4
- H. Storm, S. J. Seidel, L. Klingbeil, F. Ewert, H. Vereecken, W. Amelung, S. Behnke, M. Bennewitz, J. Börner, T. Döring, J. Gall, A.-K. Mahlein, C. McCool, U. Rascher, S. Wrobel, A. Schnepf, C. Stachniss, H. Kuhlmann: Research priorities to leverage smart digital technologies for sustainable crop production. In: Eur. J. Agron. Band 156. 2024, Artikel 127178. doi: 10.1016/j.eja.2024.127178
- C. H. Bock, J. G. A. Barbedo, E. M. Del Ponte, D. Bohnenkamp, A.-K. Mahlein: From visual estimates to fully automated sensor-based measurements of plant disease severity: status and challenges for improving accuracy. In: Phytopathol. Res. Band 2, Nr. 9, 2020, S. 1–36. doi:10.1186/s42483-020-00049-8
- P. Schramowski, W. Stammer, S. Teso, A. Brugger, F. Herbert, X. Shao, H.-G. Luigs, A.-K. Mahlein, K. Kersting: Making deep neural networks right for the right scientific reasons by interacting with their explanations. In: Nature Machine Intelligence. 2020, S. 1–18 arxiv.org/pdf/2001.05371.pdf.
- D. Bohnenkamp, J. Behmann, A.-K. Mahlein: In-field detection of yellow rust in wheat on the ground canopy and UAV scale. In: Remote Sensing. Band 11, Nr. 21, 2019, S. 2495. doi:10.3390/rs11212495
- A.-K. Mahlein, M. T. Kuska, J. Behmann, G. Polder, A. Walter: Hyperspectral sensors and imaging technologies in phytopathology: State of the art. In: Annu. Rev. Phytopathol. Band 56, Nr. 1, 2018, S. 535–558. doi:10.1146/annurev-phyto-080417-050100
- M. T. Kuska, A. Brugger, S. Thomas, M. Wahabzada, K. Kersting, E.-C. Oerke, U. Steiner, A.-K. Mahlein: Spectral patterns reveal early resistance reactions of barley against Blumeria graminis f. sp. hordei. In: Phytopathology. Band 107, Nr. 11, 2017, S. 1388–1398. doi:10.1094/PHYTO-04-17-0128-R
- A.-K. Mahlein: Plant Disease detection by imaging sensors - Parallels and specific demands for precision agriculture and plant phenotyping. In: Plant Dis. Band 100, Nr. 2, 2016, S. 241–251. doi:10.1094/PHYTO-04-15-0100-R